# Dominique Gisin
Dominique Gisin, švicarska alpska smučarka, * 4. junij 1985, Visp, Švica.
Največji uspeh kariere je dosegla na Olimpijskih igrah 2014, kjer je osvojila naslov olimpijske prvakinje v smuku skupaj s Tino Maze. V svetovnem pokalu je tekmovala deset sezon med letoma 2005 in 2015 ter dosegla tri zmage in še štiri uvrstitve na stopničke. V skupnem seštevku svetovnega pokala se je najvišje uvrstila na enajsto mesto leta 2013. Leta 2014 je bila izbrana za švicarsko športnico leta.